# Marc-André Gragnani
Marc-André Gragnani (* 11. března 1987, L'Île-Bizard, Québec, Kanada) je kanadský hokejista, který je od roku 2022 bez angažmá. Hraje na pozici obránce.

## Hráčská kariéra
Gragnani započal svou profesionální hokejovou kariéru v Kanadě, kde hrál v týmu P.E.I. Rocket. V tomto týmu hrál od sezóny 2003/2004 do sezóny 2006/2007. Od sezóny 2007/2008 až do sezóny 2011/2012 hrál v NHL za tým Buffalo Sabres a v AHL za týmy Rochester Americans a Portland Pirates. V průběhu sezóny 2011/2012 přestoupil do týmu Vancouver Canucks.
V sezóně 2012/2013 hrál v AHL za tým Charlotte Checkers a během této sezóny odehrál navíc jeden zápas za tým Carolina Hurricanes. V následující sezóně přestoupil do českého klubu HC Lev Praha.
Po zániku klubu přestoupil do švýcarského týmu SC Bern. V sezóně 2015/2016 hrál v NHL za tým New Jersey Devils a v AHL za tým Albany Devils.
Od sezóny 2016/2017 do sezóny 2017/2018 hrál v KHL za běloruský tým HK Dinamo Minsk. Sezónu 2018/2019 strávil v čínském týmu HC Rudá hvězda Kunlun. V sezóně 2019/2020 se vrátil do klubu HK Dinamo Minsk.
Naposledy hrál v sezóně 2021/2022 za švédský tým Djurgårdens IF Hockey.

## Mezinárodní kariéra
V roce 2005 byl nominován na Mistrovství světa v ledním hokeji do 18 let, kde s Kanadou dokázal vyhrát stříbrné medaile.
V roce 2011 byl nominován na Mistrovství světa v ledním hokeji, kde se Kanada umístila na 5. místě.
V roce 2018 byl nominován na Zimní olympijské hry, kde s Kanadou dokázal vyhrát bronzové medaile.

## Statistiky kariéry

### Statistiky v základní části a v play-off
| 2003/04 | P.E.I. Rocket         | QMJHL  | 61   | 2   | 13  | 15  | 11 | 0 | 0  | 0  |
| 2004/05 | P.E.I. Rocket         | QMJHL  | 68   | 10  | 29  | 39  | —  | — | —  | —  |
| 2005/06 | P.E.I. Rocket         | QMJHL  | 62   | 16  | 55  | 71  | 6  | 1 | 4  | 5  |
| 2006/07 | P.E.I. Rocket         | QMJHL  | 65   | 22  | 46  | 68  | 7  | 5 | 8  | 13 |
| 2007/08 | Rochester Americans   | AHL    | 78   | 14  | 38  | 52  | —  | — | —  | —  |
| 2007/08 | Buffalo Sabres        | NHL    | 2    | 0   | 0   | 0   | —  | — | —  | —  |
| 2008/09 | Portland Pirates      | AHL    | 76   | 9   | 42  | 51  | 5  | 0 | 2  | 2  |
| 2008/09 | Buffalo Sabres        | NHL    | 4    | 0   | 0   | 0   | —  | — | —  | —  |
| 2009/10 | Portland Pirates      | AHL    | 66   | 12  | 31  | 43  | 4  | 0 | 2  | 2  |
| 2010/11 | Portland Pirates      | AHL    | 63   | 12  | 48  | 60  | —  | — | —  | —  |
| 2010/11 | Buffalo Sabres        | NHL    | 9    | 1   | 2   | 3   | 7  | 1 | 6  | 7  |
| 2011/12 | Buffalo Sabres        | NHL    | 44   | 1   | 11  | 12  | —  | — | —  | —  |
| 2011/12 | Vancouver Canucks     | NHL    | 14   | 1   | 2   | 3   | —  | — | —  | —  |
| 2012/13 | Charlotte Checkers    | AHL    | 42   | 3   | 25  | 28  | —  | — | —  | —  |
| 2012/13 | Carolina Hurricanes   | NHL    | 1    | 0   | 0   | 0   | —  | — | —  | —  |
| 2013/14 | HC Lev Praha          | KHL    | 42   | 2   | 7   | 9   | 22 | 0 | 4  | 4  |
| 2014/15 | SC Bern               | NLA    | 49   | 8   | 29  | 37  | 11 | 1 | 4  | 5  |
| 2015/16 | Albany Devils         | AHL    | 57   | 1   | 30  | 31  | 11 | 0 | 3  | 3  |
| 2015/16 | New Jersey Devils     | NHL    | 4    | 0   | 0   | 0   | —  | — | —  | —  |
| 2016/17 | HK Dinamo Minsk       | KHL    | 56   | 4   | 33  | 37  | 5  | 0 | 1  | 1  |
| 2017/18 | HK Dinamo Minsk       | KHL    | 55   | 6   | 29  | 35  | —  | — | —  | —  |
| 2018/19 | HC Rudá hvězda Kunlun | KHL    | 23   | 2   | 11  | 13  | —  | — | —  | —  |
| 2019/20 | HK Dinamo Minsk       | KHL    | 47   | 8   | 17  | 25  | —  | — | —  | —  |
| 2020/21 | Djurgårdens IF Hockey | SHL    | 5    | 2   | 3   | 5   | 1  | 0 | 0  | 0  |
| 2021/22 | Djurgårdens IF Hockey | SHL    | 32   | 4   | 10  | 14  | —  | — | —  | —  |
| Celkem  | Celkem                | Celkem | 1025 | 140 | 511 | 651 | 90 | 8 | 34 | 42 |

### Statistiky v reprezentaci
| Rok    | Tým    | Turnaj | Umístění         |    | Z | G | A | B |
| ------ | ------ | ------ | ---------------- | -- | - | - | - | - |
| 2005   | Kanada | MS18   | Stříbrná medaile | 6  | 0 | 3 | 3 |   |
| 2011   | Kanada | MS     | 5. místo         | 6  | 1 | 1 | 2 |   |
| 2022   | Kanada | ZOH    | Bronzová medaile | 6  | 0 | 3 | 3 |   |
| Celkem | Celkem | Celkem | Celkem           | 18 | 1 | 7 | 8 |   |